# La Promesse d'une mère

La Promesse d'une mère (The Promise) est un téléfilm américain réalisé par Bethany Rooney et diffusé en 1999.

## Synopsis
Une femme échappe à son époux qui la bat sans cesse.

## Fiche technique
- Scénario : Sally Nemeth
- Durée : 120 min
- Pays :  États-Unis
- genre : drame

## Distribution
- Isabella Hofmann (VF : Fabienne Loriaux) : Joanne Stoller
- Tracy Nelson (VF : Lydia Cherton) : Lisa Miles
- Neil Maffin (VF : Jean-Marc Delhausse) : Bill Miles
- Courtney Peldon (VF : Géraldine Frippiat) : Susie Miles
- Seth Adkins : Billy Miles
- Matt Cooke : Détective
- Shaun Smyth (VF : Damien Gillard) : Dan Rosen
- Patrick McKenna (VF : Laurent Vernin) : Randall
- Djanet Sears (VF : Sabine Thunus) : Carolyn Porter
- Diego Fuentes (VF : Jean-Paul Clerbois) : Angelo
- Andrew Deweyert (VF : Florent Hoxha) : Scott Miles
- Kristin Booth (VF : Fanny Roy) : Jennifer Stoller
- Diane Fabian (VF : Marcelle Dejaive) : Doris Miles
- Patrick Patterson (VF : Bernard Faure (acteur)) : Harold Miles
- Brooke Johnson : Docteur aux urgences
- Robert Bidaman : Docteur en soins intensifs
- Harve Sokoloff : Juge
- Barbara Gordon : Principal
- Arnold Pinnock (en) : Professeur